# Francisco da Hornay III.
Francisco da Hornay war zwischen 1757 und 1777 der dritte Generalkapitän (Capitão-mor) von Solor und Timor dieses Namens. Zusammen mit Domingos da Costa II. war er Herrscher der Volksgruppe der Topasse in den de jure portugiesischen Besitzungen auf den Kleinen Sundainseln waren.

## Leben
Francisco da Hornay III. residierte in Animata, südlich von Lifau. Als er die Führung der Topasse von seinem verstorbenen Vater João da Hornay 1757 übernahm, kam es zum Streit mit den Costas über den Anspruch. Beendet wurde der Zwist mit der Heirat Franciscos mit der Schwester von Domingos da Costa II. und der Ernennung Domingos zum Generalleutnant. António da Costa, der jüngere Bruder von Domingos wurde Herrscher von Noimuti. Larantuka wurde von Dona Maria, der Schwester von João kontrolliert. Die Niederländer nutzten die Gelegenheit. Sie bewegten Maria dazu, einen attraktiven niederländischen Beamten zu heiraten und brachten Larantuka somit in die Einflusssphäre des VOC.
1759 entschied sich Gouverneur Vicento Ferreira de Carvalho, aufgrund der Situation Lifau, die Kolonialhauptstadt auf Timor, eigenmächtig an die Niederländer zu verkaufen. Als die Niederländer 1760 unter Hans Albrecht von Plüskow aber Besitz von dem Ort nehmen wollten, sahen sie sich einer Streitmacht der Topasse gegenüber. Von Plüskow wurde von Francisco da Hornay III. und António da Costa ermordet. Inwieweit der neue portugiesische Gouverneur Sebastião de Azevedo e Brito (1759 bis 1760) an der Abwehr beteiligt war, ist in den Quellen widersprüchlich angegeben.
Das Verhältnis zwischen dem Gouverneur und den lokalen Dominikanern hatte sich zu diesem Zeitpunkt deutlich verschlechtert. Schließlich ließ der Dominikaner Jacinto da Conceição Gouverneur Azevedo e Brito arrestieren und schob ihn nach Goa ab. Bruder Jacinto da Conceição übernahm zusammen mit einem Regierungsrat (Conselho Governativo) mit Vicente Ferreira de Carvalho und Dom José, dem Liurai von Alas die Verwaltung der Kolonie (1760 bis 1761). Doch Jacinto da Conceição wurde von einem Mitverschwörer ermordet.

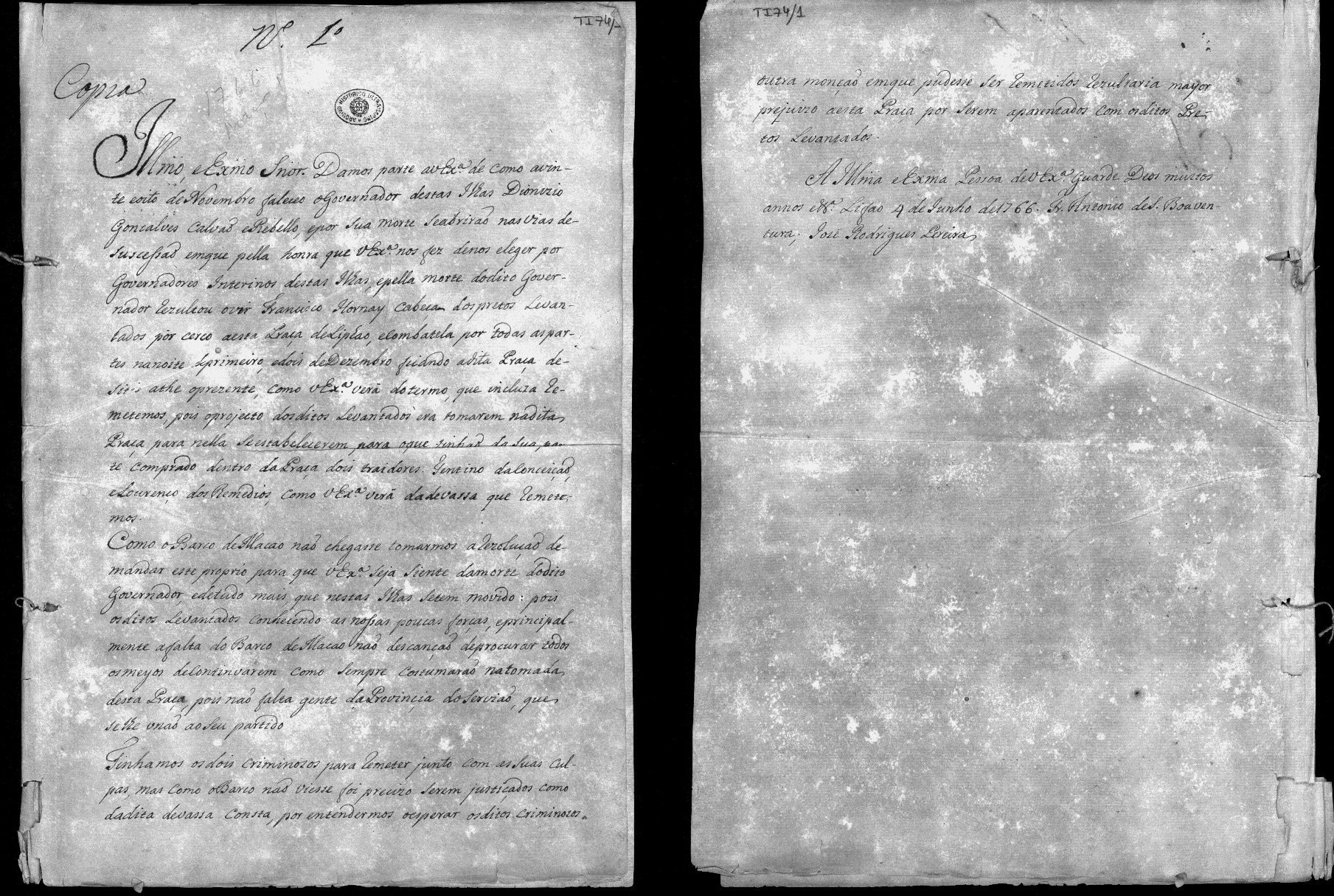
Bericht vom Tod von Gouverneur Dionísio Gonçalves Rebelo Galvão

So übernahmen Francisco da Hornay III. und Bruder Francisco de Purificação ab 1762 den Regierungsrat. 1763 traf der neue Gouverneur Dionísio Gonçalves Rebelo Galvão auf Timor ein, doch er starb am 28. November 1765. Francisco da Hornay III. hatte ihn vergiftet. Wieder übernahmen die Dominikaner, diesmal unter António de São Boaventura mit José Rodrigues Pereira, die Verwaltung der Kolonie. Da Francisco da Hornay III. von der Macht ausgeschlossen wurde, belagerte er ab 1766 Lifau. Mit seinem Verwandten António da Hornay II. schloss Francisco im selben Jahr in Malakka ein Bündnis und beendete so die zeitweilige Teilung der Topasse mit dem Ziel, die Portugiesen endgültig von Timor zu vertreiben.
1768 traf der neue Gouverneur António José Teles de Meneses ein. Angesichts der andauernden Belagerung durch die Hornays gab Teles de Meneses schließlich am 11. August 1769 Lifau auf und verlegte die koloniale Hauptstadt nach Dili. In Lifau übernahmen Francisco da Hornay und António da Costa endgültig die Herrschaft über die Region. Zwischen dem niederländischen Kupang und dem portugiesischen Gebiet kontrollierten sie nun 25 bis 30 Leguas der Küste mit mehreren wichtigen Ankerplätzen. In Lifau übernahmen Francisco da Hornay und António da Costa endgültig die Herrschaft über die Region. Zwischen dem niederländischen Kupang und dem portugiesischen Gebiet kontrollierten sie nun 25 bis 30 Legoas der Küste mit mehreren wichtigen Ankerplätzen. Francisco da Hornay bot den Niederländern Lifau an, doch diese lehnten nach reiflicher Überlegung ab. Der Sohn von Francisco da Hornay, Pedro da Hornay, der 1782 neuer Herrscher der Topasse wurde, stellte sich 1787 erneut unter die Oberhoheit Portugals, weswegen Oecusse heute ein Teil Osttimors ist.